# Discographie de Superbus
Le groupe Superbus a sorti six albums studio, deux compilations, vingt singles, quatorze clips, ainsi qu'un DVD live.

## Albums studio
| Année | Album       | Classement des ventes. | Classement des ventes. | Classement des ventes. | Classement des ventes. | Certification France | Ventes en France |
| Année | Album       | FRA                    | FRA (numérique)        | BEL                    | SUI                    | Certification France | Ventes en France |
| ----- | ----------- | ---------------------- | ---------------------- | ---------------------- | ---------------------- | -------------------- | ---------------- |
| 2002  | Aéromusical | 85                     | —                      | —                      | —                      | Argent               | 75 000           |
| 2004  | Pop'n'Gum   | 26                     | —                      | 15                     | —                      | Or                   | 150 000          |
| 2006  | Wow         | 6                      | 13                     | 38                     | 80                     | Platine              | 400 000          |
| 2009  | Lova Lova   | 2                      | 3                      | 13                     | 45                     | 2 × Platine          | 200 000          |
| 2012  | Sunset      | 3                      | 5                      | 14                     | 55                     | —                    | 45 000           |
| 2016  | Sixtape     | 14                     | 10                     | 44                     | —                      | —                    | 15 000           |
| 2025  | OK KO       |                        |                        |                        |                        |                      |                  |

## EPs
| Année | Album | Classement des ventes | Classement des ventes | Classement des ventes | Certification France | Ventes en France |
| Année | Album | FRA                   | BEL                   | SUI                   | Certification France | Ventes en France |
| ----- | ----- | --------------------- | --------------------- | --------------------- | -------------------- | ---------------- |
| 2020  | XX    | 15                    | -                     | -                     | -                    | -                |

## Compilations
| Année | Album                              | Classement des ventes | Classement des ventes | Classement des ventes | Classement des ventes | Certification France | Ventes en France |
| Année | Album                              | FRA                   | FRA (numérique)       | BEL                   | SUI                   | Certification France | Ventes en France |
| ----- | ---------------------------------- | --------------------- | --------------------- | --------------------- | --------------------- | -------------------- | ---------------- |
| 2010  | Happy BusDay: The Best of Superbus | 7*                    | 6                     | 44                    | —                     | Or                   | 80 000           |

-* le best of a été numéro 1 du Top Compilations, ce qui, au total des ventes, revient à numéro 7 du Top Albums. 

## Autre
| Année | Album                                            | Classement des ventes | Classement des ventes | Classement des ventes | Classement des ventes | Certification France | Ventes en France |
| Année | Album                                            | FRA                   | FRA (numérique)       | BEL                   | SUI                   | Certification France | Ventes en France |
| ----- | ------------------------------------------------ | --------------------- | --------------------- | --------------------- | --------------------- | -------------------- | ---------------- |
| 2008  | Super Acoustique (aka Live à Paris en numérique) | —                     | —                     | —                     | —                     | —                    | —                |

## Singles
| Année            | Titre              | Meilleur classement | Meilleur classement | Meilleur classement | Meilleur classement | Ventes En France | Album                              |
| Année            | Titre              | FRA                 | FRA (numérique)     | BEL                 | SUI                 | Ventes En France | Album                              |
| ---------------- | ------------------ | ------------------- | ------------------- | ------------------- | ------------------- | ---------------- | ---------------------------------- |
| 2002             | Tchi-Cum-Bah       | 59                  | -                   | -                   | -                   | -                | Aéromusical                        |
| 2003             | Superstar          | -                   | -                   | -                   | -                   | -                | Aéromusical                        |
| 2003             | Into The Groove    | -                   | -                   | -                   | -                   | -                | Aéromusical                        |
| 2003             | Monday to Sunday   | -                   | -                   | -                   | -                   | -                | Pop'n'Gum                          |
| 2004             | Sunshine           | -                   | -                   | -                   | -                   | -                | Pop'n'Gum                          |
| 2004             | Radio Song         | -                   | -                   | -                   | -                   | -                | Pop'n'Gum                          |
| 2005             | Pop'n'Gum          | 39                  | -                   | -                   | -                   | 22 000           | Pop'n'Gum                          |
| 2005             | Little Hily        | -                   | -                   | -                   | -                   | -                | Pop'n'Gum                          |
| 2006             | Le Rock à Billy    | -                   | -                   | -                   | -                   | -                | Wow                                |
| 2006             | Butterfly          | 11                  | 2                   | 40                  | -                   | 60 886           | Wow                                |
| 2007             |                    |                     |                     |                     |                     |                  | Wow                                |
| Lola             | 7                  | 6                   | 13                  | 72                  | 54 561              |                  | Wow                                |
| Travel the world | 30                 | 22                  | 8                   | -                   | 15 554              |                  | Wow                                |
| 2008             | Ça Mousse          | -                   | 30                  | -                   | -                   | 5 700            | Wow                                |
| 2008             | Addictions         | 7                   | 5                   | 2                   | -                   | 58 200           | Lova Lova                          |
| 2009             | Lova Lova          | -                   | -                   | -                   | -                   | -                | Lova Lova                          |
| 2009             | Nelly              | -                   | -                   | -                   | -                   | -                | Lova Lova                          |
| 2009             | Apprends-moi       | 19                  | 47                  | 24                  | -                   | 9 000            | Lova Lova                          |
| 2010             | Mes défauts        | -                   | 39                  | -                   | -                   | -                | Happy BusDay: The Best of Superbus |
| 2012             | All Alone          | -                   | 93                  | -                   | -                   | -                | Sunset                             |
| 2012             | À la chaîne        | -                   | -                   | -                   | -                   | -                | Sunset                             |
| 2012             | Whisper            | -                   | -                   | -                   | -                   | -                | Sunset                             |
| 2013             | Smith'n'Wesson     | -                   | -                   | -                   | -                   | -                | Sunset                             |
| 2015             | Un Autre Monde     | -                   | -                   | -                   | -                   | -                | Ca, c'est vraiment nous            |
| 2016             | Strong & Beautiful | -                   | 117                 | -                   | -                   | -                | Sixtape                            |
| 2016             | On The River       | -                   | -                   | -                   | -                   | -                | Sixtape                            |
| 2020             | Silencio           | -                   | 92                  | -                   | -                   | -                | XX                                 |
| 2020             | Dans tes yeux      | -                   | 104                 | -                   | -                   | -                | XX                                 |
| 2021             | High               | -                   | -                   | -                   | -                   | -                | XX                                 |
| 2023             | Aseptisé           | -                   | -                   | -                   | -                   | -                | -                                  |
| 2024             | Baby Boom          | -                   | -                   | -                   | -                   | -                | -                                  |

## DVD Live
| Année | DVD          | Classement des ventes | Classement des ventes | Classement des ventes | Certification France | Ventes en France |
| Année | DVD          | FRA                   | BEL                   | SUI                   | Certification France | Ventes en France |
| ----- | ------------ | --------------------- | --------------------- | --------------------- | -------------------- | ---------------- |
| 2008  | Live à Paris | —                     | —                     | —                     | Platine              | 15,000+          |

## Clips vidéo
| Année | Disque défendu                     | Titre              | Réalisateur                       |
| ----- | ---------------------------------- | ------------------ | --------------------------------- |
| 2002  | Aéromusical                        | Tchi-Cum-Bah       | Spe6men                           |
| 2003  | Aéromusical                        | Superstar          | Lionel Delplanque                 |
| 2004  | Pop'n'Gum                          | Sunshine           | Yannis Mangematin                 |
| 2004  | Pop'n'Gum                          | Radio Song         | No Brain                          |
| 2005  | Pop'n'Gum                          | Pop'n'Gum          | Julien Trousselier                |
| 2006  | Wow                                | Butterfly          | Arno Bani                         |
| 2007  | Wow                                | Lola               | Arno Bani                         |
| 2007  | Wow                                | Travel the World   | Arno Bani                         |
| 2008  | Live à Paris                       | Ça Mousse          | Spe6men / Damien Raclot           |
| 2009  | Lova Lova                          | Addictions         | Martin Fougerolles                |
| 2009  | Lova Lova                          | Lova Lova          | Arno Bani / Jennifer Ayache       |
| 2009  | Lova Lova                          | Apprends-moi       | Mark Maggiori                     |
| 2010  | Happy BusDay: The Best of Superbus | Mes Défauts        | Mark Maggiori                     |
| 2012  | Sunset                             | All Alone          | Mark Maggiori                     |
| 2012  | Sunset                             | À la chaîne        | Mark Maggiori                     |
| 2012  | Sunset                             | Whisper            | Morgan Dalibert / Jennifer Ayache |
| 2013  | Sunset                             | Smith'n'Wesson     | Camille Cotteverte                |
| 2015  | Ça, c'est vraiment nous            | Un Autre Monde     | Jean-Baptiste Mondino             |
| 2016  | Sixtape                            | Strong & Beautiful | Darius Salimi                     |
| 2016  | Sixtape                            | On The River       | Cedric Rolando                    |
| 2020  | XX                                 | Silencio           | Jennifer Ayache                   |
| 2020  | XX                                 | Dans tes yeux      | David Poucet                      |

## Autres titres

### Morceaux jamais enregistrés en studio
1. Drôle De fille :  interprété en 2002 et 2003 lors des concerts de la tournée Aéromusical.
2. Mister Cry :  interprété au Bataclan le 4 juin 2003 et qui devait apparaitre sur Pop'n'Gum[7].
3. Ah La La : morceau inédit qui devait apparaitre sur Pop'n'Gum[7].
4. Un, Deux, Trois :  interprété sur les dernières dates de la tournée Pop'n'Gum dont le concert du 13 novembre 2005 à l'Olympia[8].

### Bonus tracks / B-sides
1. Miss Underground : face B du single Tchi-Cum-Bah.
2. No school today : 2e face B du single Tchi-Cum-Bah.
3. Shake : 17e piste de la réédition de Pop’n’Gum réédité, qui a fait office de final lors du Pop'n'Tour.
4. Bad Boy Killer : 13e piste de l'édition digibock de Wow, également disponible en téléchargement légal.
5. Breath : 14e piste de l'édition digibock de Wow, également disponible en téléchargement légal.
6. Eighteen : initialement prévu sur la liste des titres de Wow, cet inédit s'est retrouvé en face B du single Butterfly (sorti le 12 mars 2007)  et a été interprété sur toute la tournée 2007.
7. Rise : 13e piste de Lova Lova, disponible uniquement sur la version numérique de l'album à sa sortie, puis présente sur la réédition dans une version réarrangée.
8. La Cible : 12e piste de l'édition limitée de Sunset.
9. Baisse ton froc : 13e piste de l'édition limitée de Sunset.

### Version alternatives / Remixs officiels
1. Pop'n'mix : 2e face B du single Pop'n'Gum, version alternative intégralement réalisé par Jennifer Ayache.
2. Butterfly (Holiday Mix) : remix de Butterfly réalisé par Superbus, diffusé sur le Myspace durant l'été 2008.
3. Addictions (Error Love RMX) : remix d'Addictions par Error Love (pseudonyme de Gaëtan Réchin Lê Ky-Huong, chanteur de Pony Pony Run Run) en écoute sur le Myspace de Superbus à partir du 22 juin 2009.
4. Nelly (Bedroom Version) : 15e piste de la réédition de Lova Lova.Il s'agit d'une maquette de la chanson agrémenté d'une partie piano.
5. Apprends-moi (Enjoy Remix): remix d'Apprends-moi également réalisé par Gaëtan Réchin Lê Ky-Huong pour Contact FM.
6. All Alone (J.O.B Remix Club) : remix d'All Alone présent sur l'EP numérique « All Alone Remix ».
7. All Alone (Seven Lions Remix Club) : remix d'All Alone présent sur l'EP numérique « All Alone Remix ».
8. All Alone (Sound Remedy Remix Club) : remix d'All Alone présent sur l'EP numérique « All Alone Remix ».
9. All Alone (Hector Cole & Feerkins Remix Club) : remix d'All Alone présent sur l'EP numérique « All Alone Remix ».

### Reprises

#### Complètes
1. Into The Groove (reprise de Madonna) : dixième piste de l'album Aéromusical et single promotionnel.
2. Santeria (reprise de Sublime) : interprétée à l'automne 2002 lors de la tournée Aéromusical.
3. Boys Don't Cry (reprise de The Cure) : d'abord présente en bonus Opendisc et interprétée lors de la tournée Pop’n’Gum, puis ajoutée en superbonus sur la réédition de Pop’n’Gum en  2005.
4. Chercher le garçon (reprise de Taxi Girl) interprétée en duo avec Daniel Darc sur le plateau de Taratata (émission diffusée le 5 janvier 2007).
5. Breed (reprise de Nirvana) : interprétée lors de la tournée Wow à partir du 20 mars 2007 à Voiron[9].
6. Heart of Glass (reprise de Blondie) : utilisée pour les besoins de l'émission de télévision Génération 80 (22 septembre 2007) et présente depuis en tant que 15e piste sur la version digitale de Wow et 14e la réédition de Lova Lova.
7. Celebrity Skin (reprise de Hole) : interprétée lors de la tournée Lova Lova en mai et juillet 2009.
8. All Shook Up (reprise d'Elvis Presley) : interprété par Jenn seule lors de la tournée Superbus chantent leurs plus grands succès et par le groupe au complet en acoustique le 17 septembre au Bus Palladium, ainsi que sur la radio Hit West (le 6 octobre 2010) ou lors de l'émission Taratata (émission diffusée le 19 octobre 2010).
9. Video Killed the Radio Star  (reprise de The Buggles) : 14e et dernière piste de l'édition Deluxe de leur album Sunset.
10. Video Games (reprise de Lana Del Rey) : interprétée lors du Sunset Tour de novembre 2012 à juin 2013 puis interprétée lors de la dernière de l'émission "Taratata", diffusée le 12 juillet 2013 sur France 2.
11. Un autre monde (reprise de Téléphone) : enregistré à l'occasion d'un CD de reprise du groupe Téléphone regroupant divers artiste.
12. Stressed Out (reprise de Twenty One Pilots) : interprétée dans l'émission La Bande originale sur France Inter le 4 mai 2017.
13. I Go to Sleep (reprise de The Kinks) : interprétée en duo avec le groupe Hyphen Hyphen à Taratata (émission diffusée le 30 septembre 2016).

#### Partielles
1. One Step Beyond... (reprise de Madness) : version instrumentale interprétée lors de la tournée Aéromusical pendant l'intro de Tchi-Cum-Bah.
2. Thank You (reprise de Dido) : refrain interprété lors du Pop'n'Tour pendant le pont musical du titre Miss Underground[10]
3. Let's Dance (reprise de David Bowie) : refrain interprété lors de la tournée Wow pendant l'intro du titre Travel the World
4. The Tide is High (reprise de The Paragons): interprétée en partie sur deux dates lyonnaises de la tournée Wow, les 8 et 9 novembre 2007.
5. Danger! High Voltage (reprise de Electric Six) : refrain interprété lors de la tournée Lova Lova pendant le pont musical du titre Travel the World
6. So Lonely (reprise de The Police) : refrain interprété lors de la tournée Lova Lova (octobre à décembre 2009) à la fin du titre Superstar.
7. I'm Too Sexy (reprise de Right Said Fred) : refrain interprété lors de la tournée Superbus chantent leurs plus grands succès pendant le pont musical du titre Travel the World
8. Du hast (reprise de Rammstein) : refrain interprété lors de la tournée Sunset Tour, pendant le pont musical de Travel the world
9. I Was Made for Lovin' You (reprise de Kiss) : refrain interprété uniquement à Florange le 19 mars 2013, pendant le pont musical de Travel the World.
10. Can't Feel My Face (reprise de The Weeknd) : refrain interprété lors de l'Acte I du Sixtape tour, pendant le pont musical de Travel the World.
11. Freed from Desire (reprise de Gala) : refrain interprété lors des Actes I et II du Sixtape tour, pendant le pont de Lola.
12. Ready or Not (reprise de The Fugees) : refrain interprété lors des Actes II et III du Sixtape tour, pendant le pont musical de Travel the World.